# Maserati A6
O A6 foi uma série de veículos produzidos pela Maserati entre 1947 e 1956, que teve como modelo base o Maserati 6CM do pré-guerra. O primeiro da série tinha motor 1,5 de seis cilindros em linha e foi chamado de A6 TR (A6 Testa Riportata). Vindo em seguida no A6 Sport ou Tipo 6CS/46, um protótipo de barchetta, que se transformou no A6 1500 com design da Pininfarina, uma berlinetta de duas portas, mostrada ao público pela primeira vez no Salão Internacional do Automóvel de Genebra de 1947, teve também uma versão spider mostrada no Salão do Automóvel de Torino de 1948.

## A6GCM
Maserati A6GCM (1951-1953) eram doze 2 litros monolugar («M» para Monoposto) carros de corrida (160-190 cv), desenvolvidos por Gioacchino Colombo e construídos por Medardo Fantuzzi O A6 SSG (1953) foi um apontador GCM-revisão da Maserati 250F. Ele ganhou o Grand Prix 1953 italiano  dirigido por Juan Manuel Fangio.

## A6GCS
Para competir no Campeonato do Mundo de Sportscar o A6GCS/53, Spyders inicialmente projetados por Colombo e refinados por Medardo Fantuzzi e Celestino Fiandri. Cinquenta e dois foram feitos.
Um adicional de quatro berlinettas e uma aranha foram projetados por Pininfarina, o seu projeto final de um Maserati, em uma comissão por Roma comerciante Guglielmo Dei que tinha adquirido seis chassises. Além disso, Vignale fez uma aranha.
O 1954 Paris Motor Show em Paris mostrou a A6GCS/54, que entrou em berlinetta, barchetta e aranha versões (150 cv), com projetos por Pietro Frua, Ghia e Carrozzeria Allemano Foi também referido como o A6G/2000 e 60 foram feitas.
Este carro ganhou o Prêmio Polyphony Digital em Pebble Beach, em 2014, e provavelmente será incluído em Gran Turismo 6 ou 7 de Gran Turismo.

## Galeria

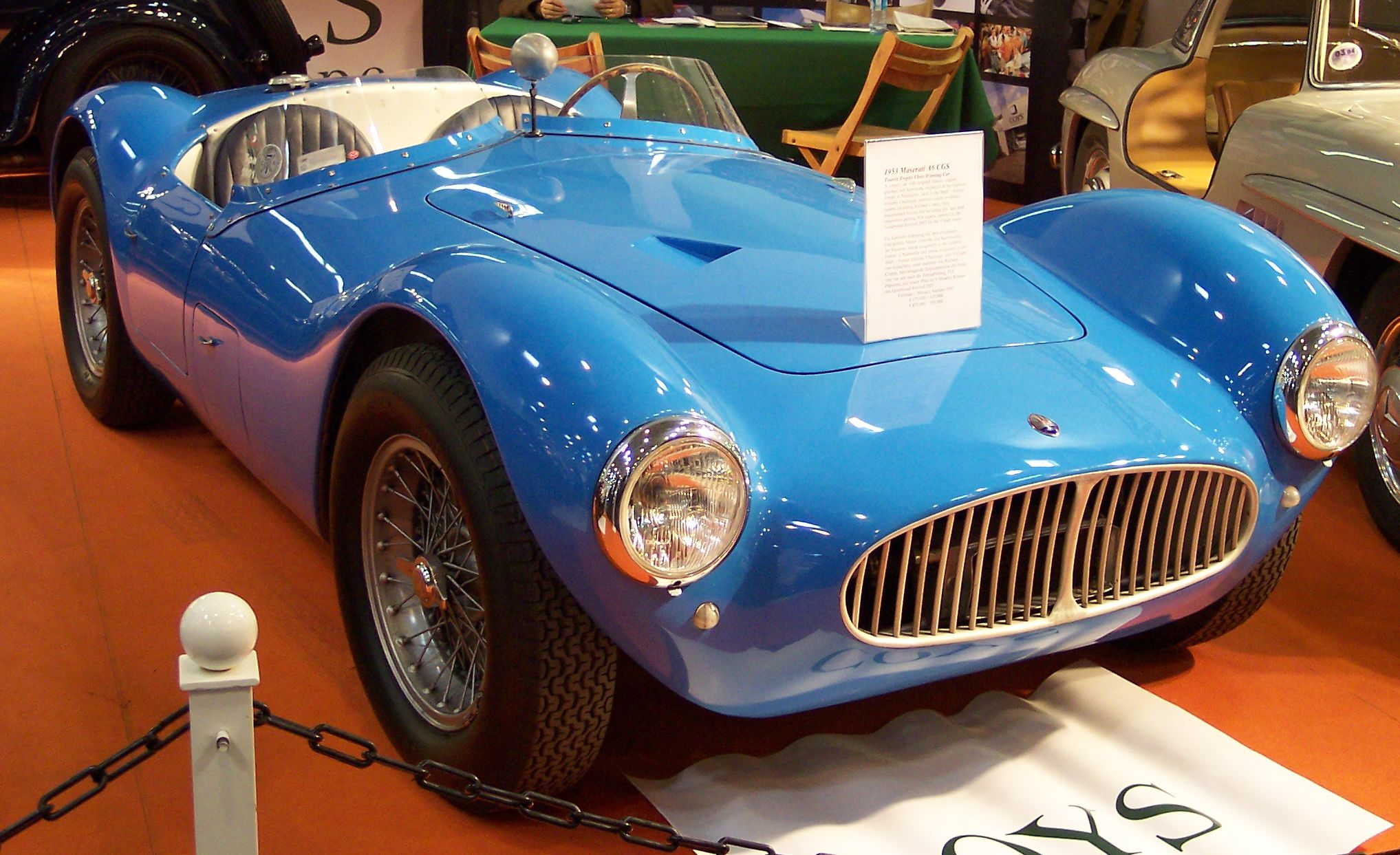
1953 A6GCS/53 spider-bodied por Fantuzzi
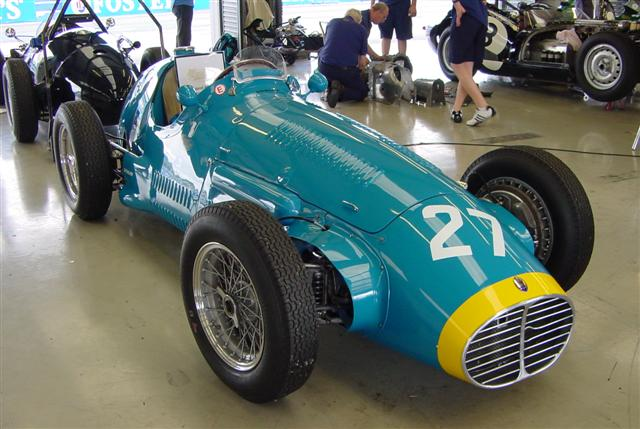
1953 Maserati A6GCM «provisório»
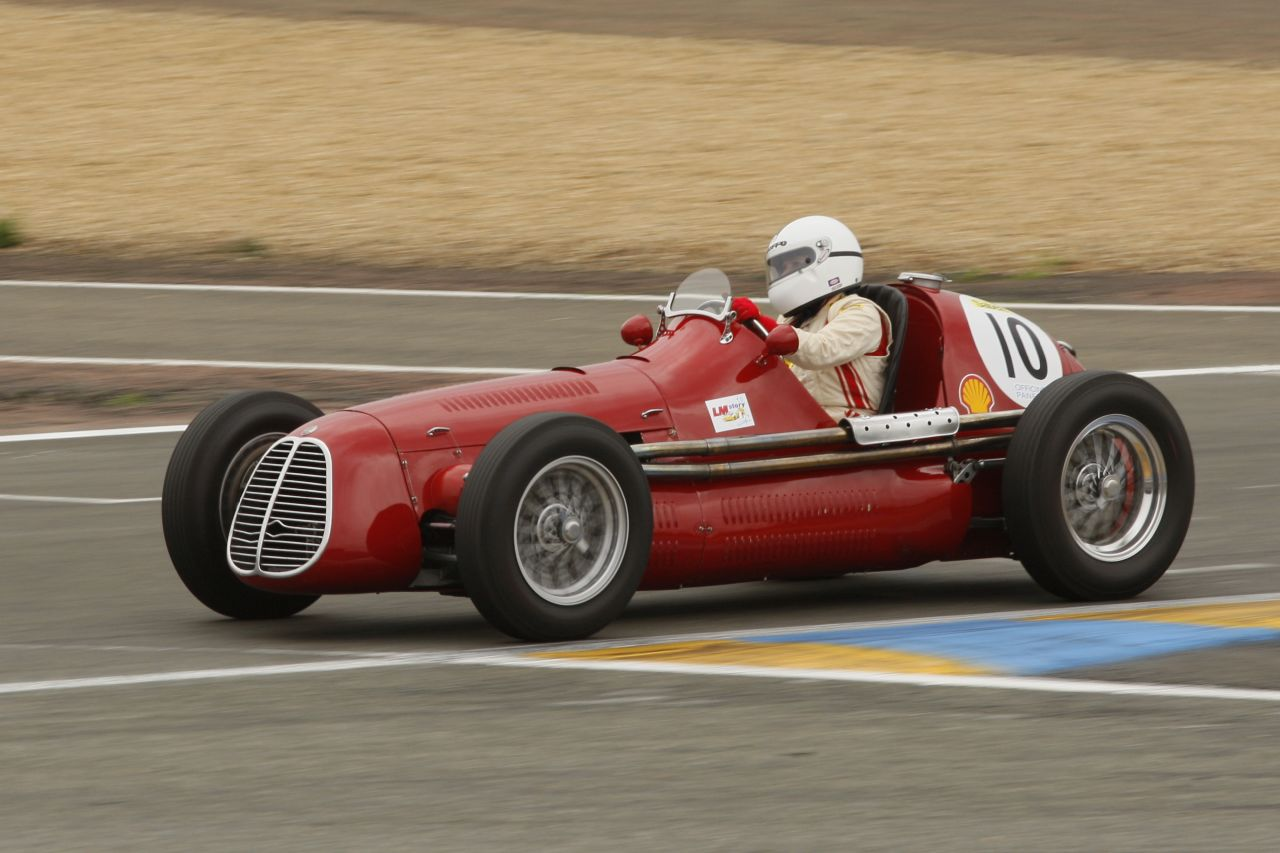
Maserati A6GCM
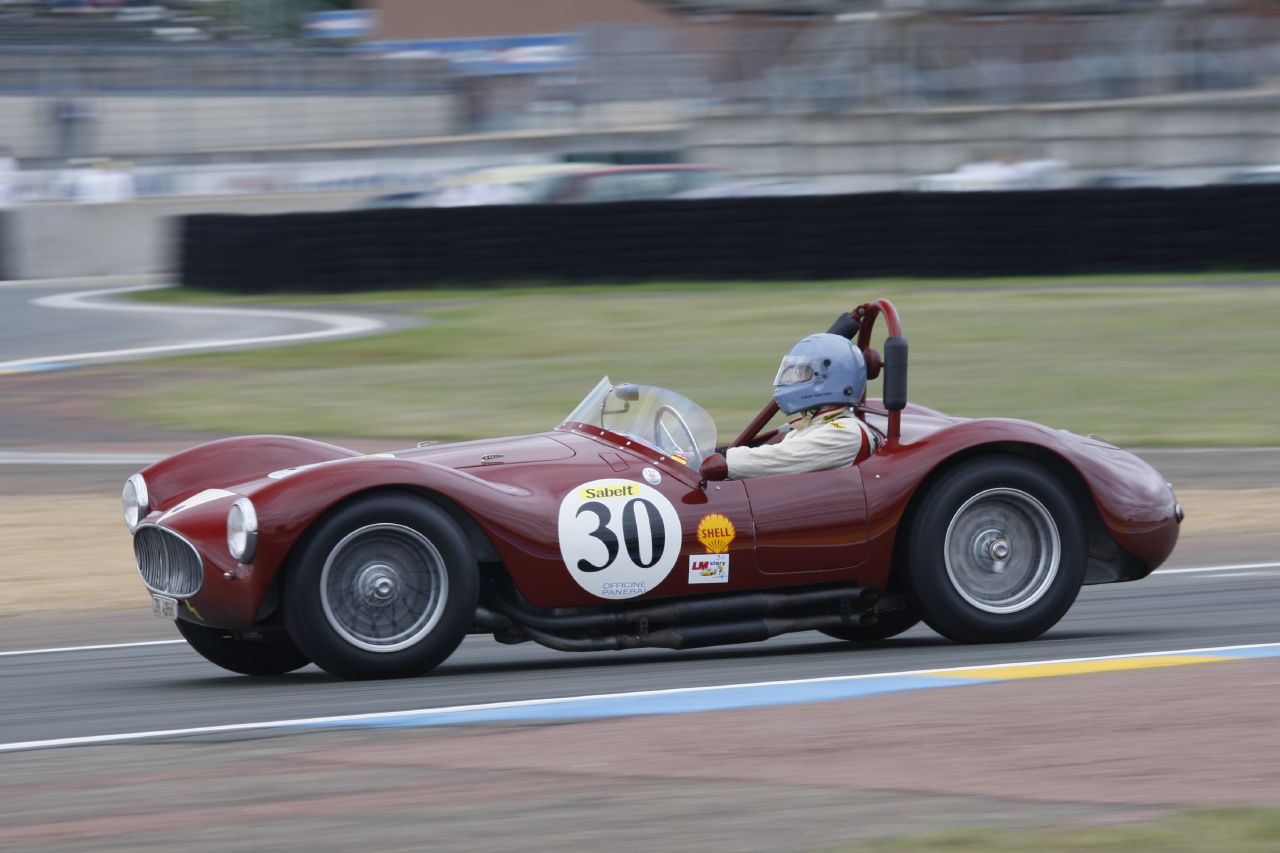
Maserati A6GCS
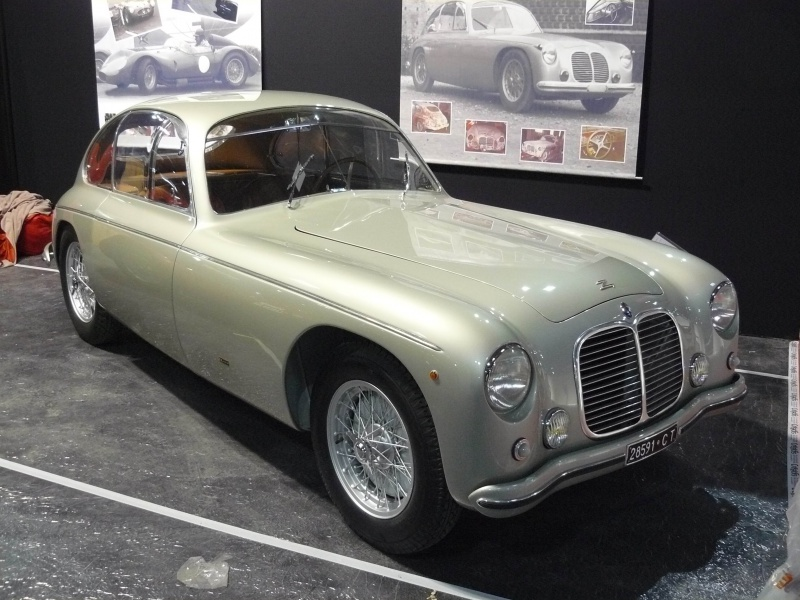
Maserati A6G 1500 com Zagato carroçaria
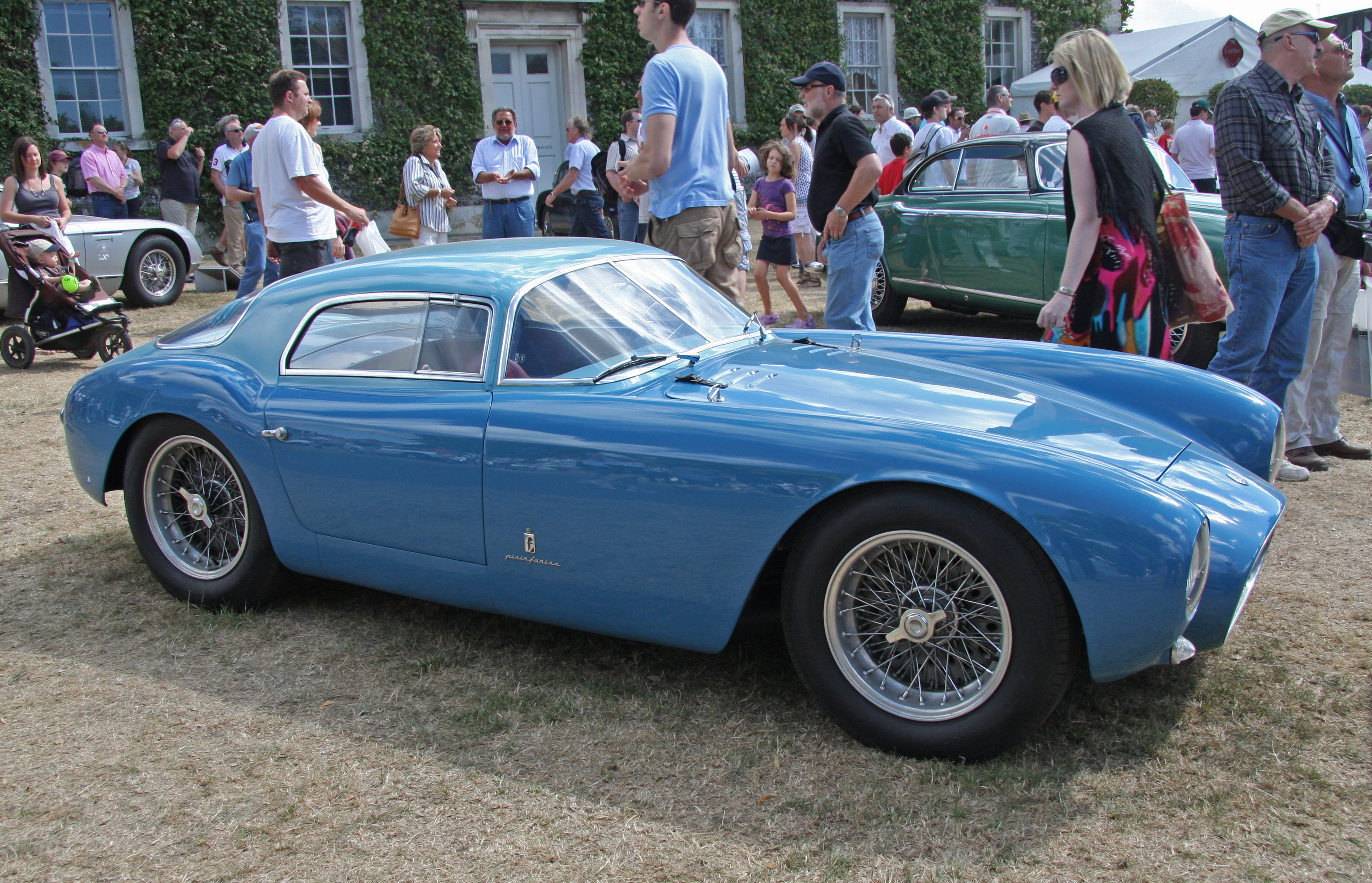
1954 Maserati A6GCS Berlinetta no Festival de Velocidade de Goodwood
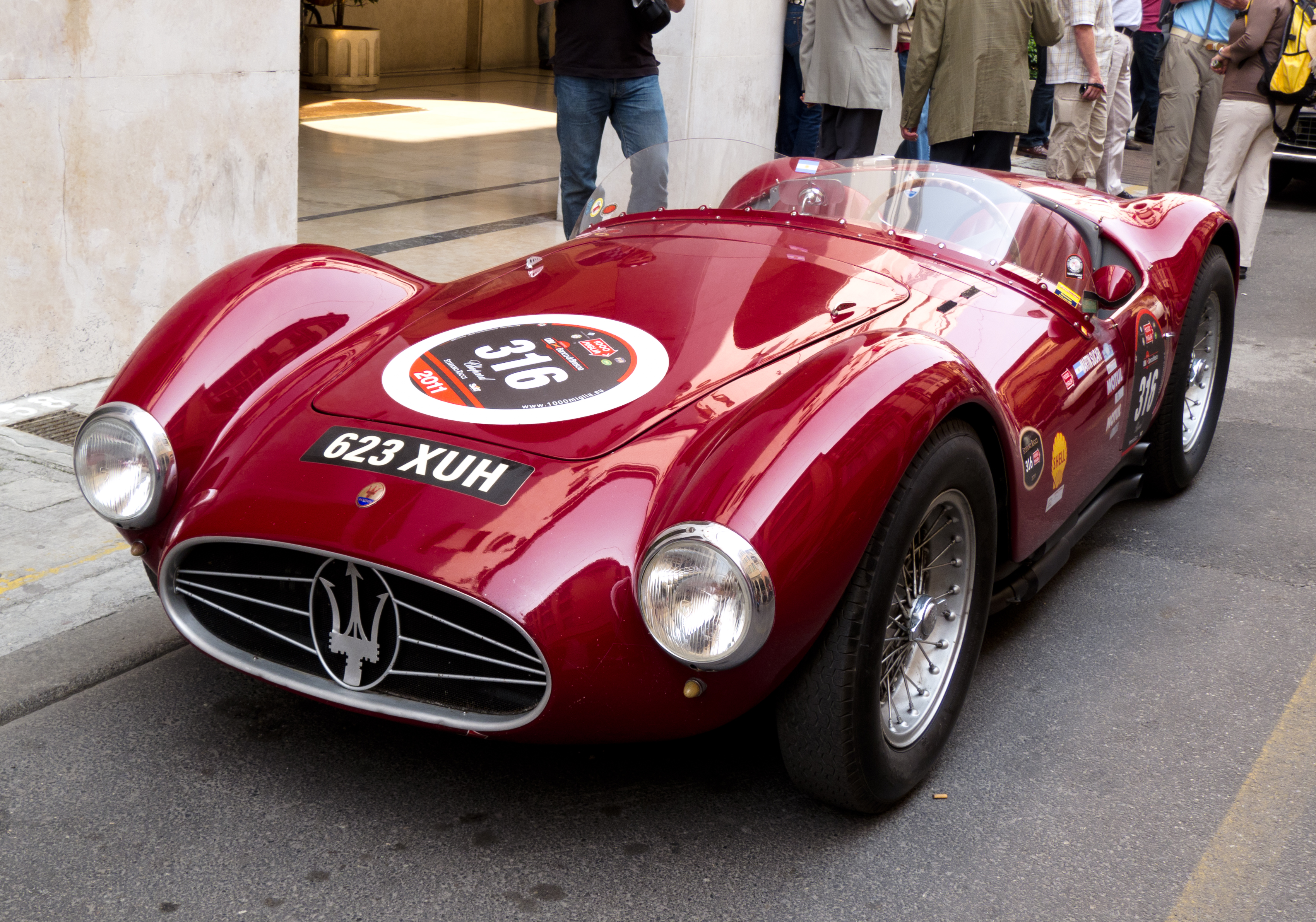
1954 Maserati A6 GCS no 2011 Mille Miglia